# Robin Martens
Robin Martens (Heemskerk, 16 maart 1992) is een Nederlands actrice, zangeres, danseres en model, voornamelijk bekend door haar rol als Rikki de Jong in de RTL 4-soap Goede tijden, slechte tijden. Ze is eveneens bekend van haar rol als Floor van Rossum in de speelfilm Radeloos en als model voor modereportages in onder andere de Vriendin.

## Biografie
Martens werd geboren in 1992 in Heemskerk. Op 4-jarige leeftijd werd bij haar leukemie geconstateerd, waarvan ze op 11-jarige leeftijd genezen werd verklaard. Ondanks haar ziekte begon Martens op jonge leeftijd met dansen. Na klassiek ballet volgden ook hiphop- en jazzballetlessen. Naast dansen ging Martens ook zingen en trad ze toe tot een band. Met de combinatie van zang en dans behaalde Martens de finale van het televisieprogramma High School Musical en een paar jaar later een karaoke-TMF Award. Martens was daarnaast werkzaam als model. Ze deed onder andere modereportages voor Vriendin en Fancy.
Martens maakte haar acteerdebuut in de jeugdfilm Radeloos, naar het boek van Carry Slee. Sinds 27 september 2010 was Martens te zien als Rikki de Jong in RTL 4-soap Goede tijden, slechte tijden. In eerste instantie zou ze slechts een gastrol vervullen, maar haar rol werd omgezet tot een vaste. Met haar Goede tijden, slechte tijden-collega's Raynor Arkenbout, Guido Spek en Ferry Doedens bracht Martens in juli 2011 de single Jij uit, die in de iTunes Top 30 een derde plaats bereikte. Sindsdien is zij vaker als zangeres in de serie te zien geweest. Op 6 maart 2015 zong Martens als Rikki Waar ben jij, een lied dat een belangrijke rol speelde in de afgelopen maanden van de serie. Martens was 21 december 2017 voor het laatst in de soap te zien, de makers vonden haar rol niets meer toevoegen aan de soap en schreven haar eruit.
In 2016 was Martens samen met Goede tijden, slechte tijden-collega Buddy Vedder te zien in het tweede seizoen van het RTL 4-programma Dance Dance Dance. Ze werden uiteindelijk het winnende dans duo en wonnen het geldbedrag van € 100.000 voor het goede doel KIKA. Martens was in 2018 als jurylid te zien in het RTL 4-dansprogramma Time to Dance.
In 2025 is Martens een van de deelnemers aan het 25e seizoen van het RTL 4-programma Expeditie Robinson.

## Privé
Martens woont samen en is moeder van een dochter en een zoon.

## Filmografie

### Film
- 2008: Radeloos, als Floor van Rossum
- 2013: Droomvrouw, als Anneloes Kriele
- 2014: Los, als Marit
- 2015: Fashion Chicks, als Anne-Fleur

### Televisie

#### Als actrice
- 2010–2017, 2019-2020: Goede tijden, slechte tijden, als Rikki de Jong
- 2010: Z@ppdelict, als Simone

#### Overig
- 2006: High School Musical, deelneemster
- 2008: 101 Karaoke Show, winnares
- 2008: Zing je zelf een TMF Award, deelneemster
- 2012: Ik hou van Holland, deelneemster team Guus
- 2014: Everybody Dance Now backstage-verslaggeefster
- 2016: Dance Dance Dance, winnend dans-duo met Buddy Vedder
- 2017: The Big Music Quiz, deelnemer
- 2018: Stelletje Pottenbakkers!, deelnemer
- 2018: It Takes 2, deelnemer
- 2018: Time to Dance, jurylid
- 2022: Secret Duets, secret singer
- 2024: Lifestyle Nederland, presentatrice

## Discografie
| Single met eventuele hitnotering(en) in de Nederlandse Top 40 | Datum van verschijnen | Datum van binnenkomst | Hoogste positie | Aantal weken | Opmerkingen                                                         |
| ------------------------------------------------------------- | --------------------- | --------------------- | --------------- | ------------ | ------------------------------------------------------------------- |
| Jij                                                           | 08-07-2011            | 23-07-2011            | tip21           | -            | als Rikki, met Lucas, Edwin en Sjoerd / Nr. 19 in de Single Top 100 |
| Waar ben jij?                                                 | 06-03-2015            | -                     |                 |              | als Rikki / Nr. 61 in de Single Top 100                             |
| Voor altijd vanavond                                          | 29-04-2015            | -                     |                 |              | als Rikki                                                           |
| Met jou                                                       | 19-06-2015            | -                     |                 |              | als Rikki                                                           |